# Giovanni Maria Cecchi
Pour les articles homonymes, voir Cecchi.
Giovanni Maria Cecchi (parfois francisé en Jean-Marie Cecchi ; Florence 15 mars 1518 - 19 octobre 1587) est un poète comique italien de la Renaissance. Cecchi fut très proche de la famille Médicis. L'œuvre de cet auteur dramatique présente une double approche : mystique d'un côté et obscène par son imitation de l'Antiquité païenne de l'autre.

## Biographie
Dix comédies du Cecchi sont imprimées; cinq sont tirées des deux comiques latins ; La Dote est prise du Trinummus de Plaute ; La Moglie, de ses Menechmes ; Gl’lncantesimi, de sa Cistellaria ; La Stiava, de son Mercator ; I Dissimili, des Adelphes de Térence. Les cinq autres sont, ou de l’invention de l’auteur, ou fondées sur des aventures de son temps ; ce sont : Il Servigiale, Il Corredo, Il Donzello, Lo Spirito, et enfin L’Assiuolo, peut-être la plus comique de toutes ; mais aussi la plus libre, la plus indécente, tant pour les mots que pour les choses ; et cependant jouée à Florence eu 1515, devant le pape Léon X. Le nombre de pièces de Cecchi restées inédites est considérable. Giulio Negri, dans ses Scrittori Fiorentini, en donne la liste : ce sont quinze autres comédies, des tragédies, des représentations sacrées, au nombre d’environ soixante. Sept de ses premières comédies, publiées d’abord par les Giunta, Florence, 1585, in-8°, et devenues très-rares, ont été réimprimées dans le Teatro comico fiorentino, Florence, 1750, 6 vol. in-8°, et les trois autres ont été imprimées, I Dissimili et L’Assiuolo, à Venise, 1550, in-12, et Il Servigiale, à Florence, chez les Giunta, 1561, in-8°, éditions également rares.

## Œuvres principales
- Commedia in prosa, 1550
- Sommario de' magistrati di Firenze, 1562
- Commedia in versi, 1585
- L'Esaltazione della Croce, 1589
- La Dote
- La Moglie
- Il Corredo
- La Stiava
- Il Donzello
- Gli Incantesimi
- Lo Spirito
- L'ammalata
- Il Servigiale
- Il Medico
- La Macaria
- I Dissimili
- I Rivali
- L'Assiuolo
- Il Diamante
- Le Pellegrine
- Le Cedole
- Gli Sciamiti
- Le Maschere
- I Contrassegni
- Il Debito

## Source
- « Cecchi (Jean-Marie) », dans Louis-Gabriel Michaud, Biographie universelle ancienne et moderne : histoire par ordre alphabétique de la vie publique et privée de tous les hommes avec la collaboration de plus de 300 savants et littérateurs français ou étrangers, 2e édition, 1843-1865 [détail de l’édition]
- Nouveau Larousse Illustrée; Dictionnaire Universel encyclopédique, publié sous la direction de Claude Augé, deuxième tome (de Belloc à Ch), édition année 1900.